# Синусит

Місце локалізації синуїтів відповідне до вказаних повітряних пазух.

Синуси́т (лат. sinusitis), синонім синуї́т — запалення слизової оболонки навколоносових повітряних пазух (sinus paranasales), частіше всього в лобній (фронтит) та верхньощелепній (гайморит) кістках.

## Класифікація

### За перебігом
- Гострий
- Хронічний

### За локалізацією
- Гайморит — верхньощелепний синусит, запалення в гайморовій порожнині.
- Фронтит — запалення слизової оболонки в пазухах лобної кістки.
- Етмоїдит — запалення слизової оболонки в пазухах решітчастої кістки.
- Сфеноїдит — запалення слизової оболонки в пазухах клиноподібної кістки.

### За поширеністю
- Гемісинусит — ураження пазух однієї сторони.
- Пансинусит — ураження пазух обох сторін.